# Farmingdale (Maine)
Pour les articles homonymes, voir Farmingdale.
Farmingdale est une ville du comté de Kennebec, dans le Maine aux États-Unis.